# Sumy
Sumy, pseudoniem van Kenneth Sumter, (Paramaribo, 24 augustus 1957) is een Surinaams funkmuzikant, die in de vroege jaren '80 op het Philipslabel meerdere platen uitgebracht heeft. 

## Discografie
Albums
- 1983: Tryin to survive (Galaxy)
- 1995: Universe emperor, als Krisnallah (Dureco)
- 2002: Slow soul years (Galaxy)

Singles en ep's
- 1979: Going insane / Baby please (Sumy Records)
- 1981: The funky "G" / Stealin love (Only comes at night) (Philips)
- 1982: Funkin' in your mind (Philips)
- 1983: The happy song (Dolfijn)
- 1983: Where were you last night (Sexy lady) / Bitch, we danced a lot (Galaxy)